# 1952년 하계 올림픽 역도
1952년 하계 올림픽 역도 경기는 핀란드 헬싱키에서 열렸다.

## 메달 집계
| 종목                | 금                      | 은                        | 동                        |
| ------------------- | ----------------------- | ------------------------- | ------------------------- |
| 밴텀급 자세히       | 이반 우도도프 (URS)     | 마흐무드 남주 (IRI)       | 알리 미즈자에이 (IRI)     |
| 페더급 자세히       | 라파엘 치미시키얀 (URS) | 니콜라이 사크소노프 (URS) | 로드네이 윌케스 (TRI)     |
| 라이트급 자세히     | 토미 코노 (USA)         | 예브게니 로파틴 (URS)     | 베른 바르베리스 (AUS)     |
| 미들급 자세히       | 피터 조지 (USA)         | 게랄드 그라톤 (CAN)       | 김성집 (KOR)              |
| 라이트헤비급 자세히 | 트로핌 로마킨 (URS)     | 스탠리 스탄치크 (USA)     | 아르카디 보로비예프 (URS) |
| 미들헤비급 자세히   | 노버트 셰먼스키 (USA)   | 그리고리 노바크 (URS)     | 레녹스 킬고우르 (TRI)     |
| 최중량급 자세히     | 존 데이비스 (USA)       | 제임스 브래드포드 (USA)   | 움베르토 셀베티 (ARG)     |